# 重岡優大
重岡 優大（しげおか ゆうだい、1997年4月16日 - ）は、日本の元プロボクサー。熊本県熊本市出身。ワタナベボクシングジム所属。元WBC世界ミニマム級王者。
入場曲はCOMPLEXの『BE MY BABY』。弟は元IBF世界ミニマム級王者の重岡銀次朗。

## 来歴

#### アマチュア
中学1年生からボクシングを始める。
開新高校時代、高校4冠達成。
2018年、全日本ボクシング選手権大会で初優勝。
2020年東京オリンピックを目指していたが、実施階級にライトフライ級がなかったのでプロ入りのため拓殖大学を中退。2019年8月、B級プロテストに合格。

#### プロ転向

##### ミニマム級
2019年10月30日のプロデビュー戦は2回TKO勝ち。同年12月10日に後楽園ホールでOPBF東洋太平洋ミニマム級王者およびWBC世界ミニマム級7位のリト・ダンテと48.0kg契約6回戦を行い、6回3-0（60-54、59-55×2）判定勝ちを収めた。
2021年2月11日、後楽園ホールで日本ライトフライ級ユース王座決定戦を堀川龍と行い、5回2分42秒TKO勝ちを収め王座を獲得した。
2021年8月2日付で、ユース王座を返上した。
2021年11月12日、後楽園ホールで弟の銀次朗が保持していたWBOアジアパシフィックミニマム級王座決定戦を元OPBF東洋太平洋ミニマム級王者の小浦翼と行い、12回判定2-0（115-113×2、114-114）の判定勝ちを収め王座を獲得した。
2022年7月6日、熊本市の熊本県立総合体育館でWBOアジアパシフィックミニマム級6位のクリス・ガノーサと対戦し、3回59秒KO勝ちを収め初防衛に成功した。
2022年9月9日付で、WBOアジアパシフィック王座を返上した。
2022年11月17日、後楽園ホールで日本ミニマム級王座決定戦で仲島辰郎と対戦し、3回1分20秒KO勝ちを収め、弟の銀次朗が保持し返上した王座継承に成功した。
2022年12月2日付で、2023年中に世界挑戦を見据えて日本ミニマム級王座を返上した。

##### 兄弟同時世界暫定王座獲得・王座統一
2023年4月16日、国立代々木競技場第二体育館で行われた「3150FIGHT vol.5 ～東京初進出！東京を殴りにいこうか！～」メインイベントとして元WBO世界ミニマム級王者でWBC世界同級7位のウィルフレド・メンデスとWBC世界ミニマム級王者のペッチマニー・ゴーキャットジムのインフルエンザ感染に伴い設置されたWBC世界ミニマム級暫定王座決定戦を行い、7回25秒KO勝ちを収め王座を獲得した。
2023年10月7日、大田区総合体育館で行われた「3150FIGHT Vol.7 ～拳闘士はゲンコツで語る～」セミファイナルでWBC世界ミニマム級王者のペッチマニー・ゴーキャットジムと団体内王座統一戦を行い、12回3-0（117-111、119-109×2）の判定勝ちを収め初防衛及び王座統一に成功すると共に正規王者になった。
2024年3月31日、名古屋国際会議場イベントホールで開催の「トップPresents 3150FIGHT vol.8」にて、元WBO世界ミニマム級王者でWBC世界ミニマム級6位のメルビン・ジェルサレムと対戦し、12回1-2（114-113、112-114×2）の判定負けを喫し2度目の防衛に失敗、王座から陥落した。
2024年8月24日、大和アリーナで開催の「3150×LUSH BOMU vol.1」で再起戦としてWBO世界ミニマム級12位のサミュエル・アルパと48.6kg契約10回戦で対戦し、10回3-0（96-94、97-93×2）の判定勝ちを収めた。
2025年3月30日、名古屋市国際展示場で開催の「3150×LUSH BOMU vol.5」でWBCミニマム級王者のメルビン・ジェルサレムと1年ぶりに再戦するも、12回0-3の判定負けを喫し王座返り咲きに失敗した。結果的にこれが現役最後の試合となった。

##### ライトフライ級転向矢先の引退
ジェルサレム第2戦後にライトフライ級転向した矢先の2025年8月13日、現役引退を表明。同年5月24日にインテックス大阪で行われた「3150×LUSHBOMU vol.6」でのペドロ・タドゥランとの試合後に意識を失いリハビリ生活に入った弟の銀次朗を支えていくことを明らかにした。

## 戦績
- アマチュアボクシング：91戦 81勝 (21KO) 10敗
- プロボクシング：11戦 9勝 (5KO) 2敗

| 戦           | 日付           | 勝敗 | 時間    | 内容    | 対戦相手                       | 国籍         | 備考                                      |
| ------------ | -------------- | ---- | ------- | ------- | ------------------------------ | ------------ | ----------------------------------------- |
| 1            | 2019年10月30日 | ☆    | 2R 2:16 | TKO     | マノップ・ウドムパナーワーリー | タイ         | プロデビュー戦                            |
| 2            | 2019年12月10日 | ☆    | 6R      | 判定3-0 | リト・ダンテ                   | フィリピン   |                                           |
| 3            | 2021年2月11日  | ☆    | 5R 2:42 | TKO     | 堀川龍（三迫）                 | 日本         | 日本ライトフライ級ユース王座決定戦        |
| 4            | 2021年11月12日 | ☆    | 12R     | 判定2-0 | 小浦翼（E&Jカシアス）          | 日本         | WBOアジアパシフィックミニマム級王座決定戦 |
| 5            | 2022年7月6日   | ☆    | 3R 0:59 | KO      | クリス・ガノーサ               | フィリピン   | WBOアジアパシフィック防衛1                |
| 6            | 2022年11月17日 | ☆    | 3R 1:20 | KO      | 仲島辰郎（平仲）               | 日本         | 日本ミニマム級王座決定戦                  |
| 7            | 2023年4月16日  | ☆    | 7R 0:25 | KO      | ウィルフレド・メンデス         | プエルトリコ | WBC世界ミニマム級暫定王座決定戦           |
| 8            | 2023年10月7日  | ☆    | 12R     | 判定3-0 | ペッチマニー・ゴーキャットジム | タイ         | WBC世界ミニマム級王座統一戦 WBC防衛1      |
| 9            | 2024年3月31日  | ★    | 12R     | 判定1-2 | メルビン・ジェルサレム         | フィリピン   | WBC陥落                                   |
| 10           | 2024年8月24日  | ☆    | 10R     | 判定3-0 | サミュエル・サルバ             | フィリピン   |                                           |
| 11           | 2025年3月30日  | ★    | 12R     | 判定0-3 | メルビン・ジェルサレム         | フィリピン   | WBC世界ミニマム級タイトルマッチ           |
| テンプレート |                |      |         |         |                                |              |                                           |

## 獲得タイトル
アマチュア
- 平成26年度全国高等学校総合体育大会ピン級優勝
- 第26回全国高等学校ボクシング選抜大会ピン級優勝
- 平成27年度全国高等学校総合体育大会ピン級優勝
- 第70回国民体育大会少年の部ピン級優勝
- 第88回全日本ボクシング選手権大会ライトフライ級優勝

プロ
- 日本ライトフライ級ユース王座（防衛0=返上）
- WBOアジアパシフィックミニマム級王座（防衛1=返上）
- 日本ミニマム級王座（防衛0=返上）
- WBC世界ミニマム級暫定王座（防衛1）
- WBC世界ミニマム級王座（防衛0）